# Alessandro Fongaro

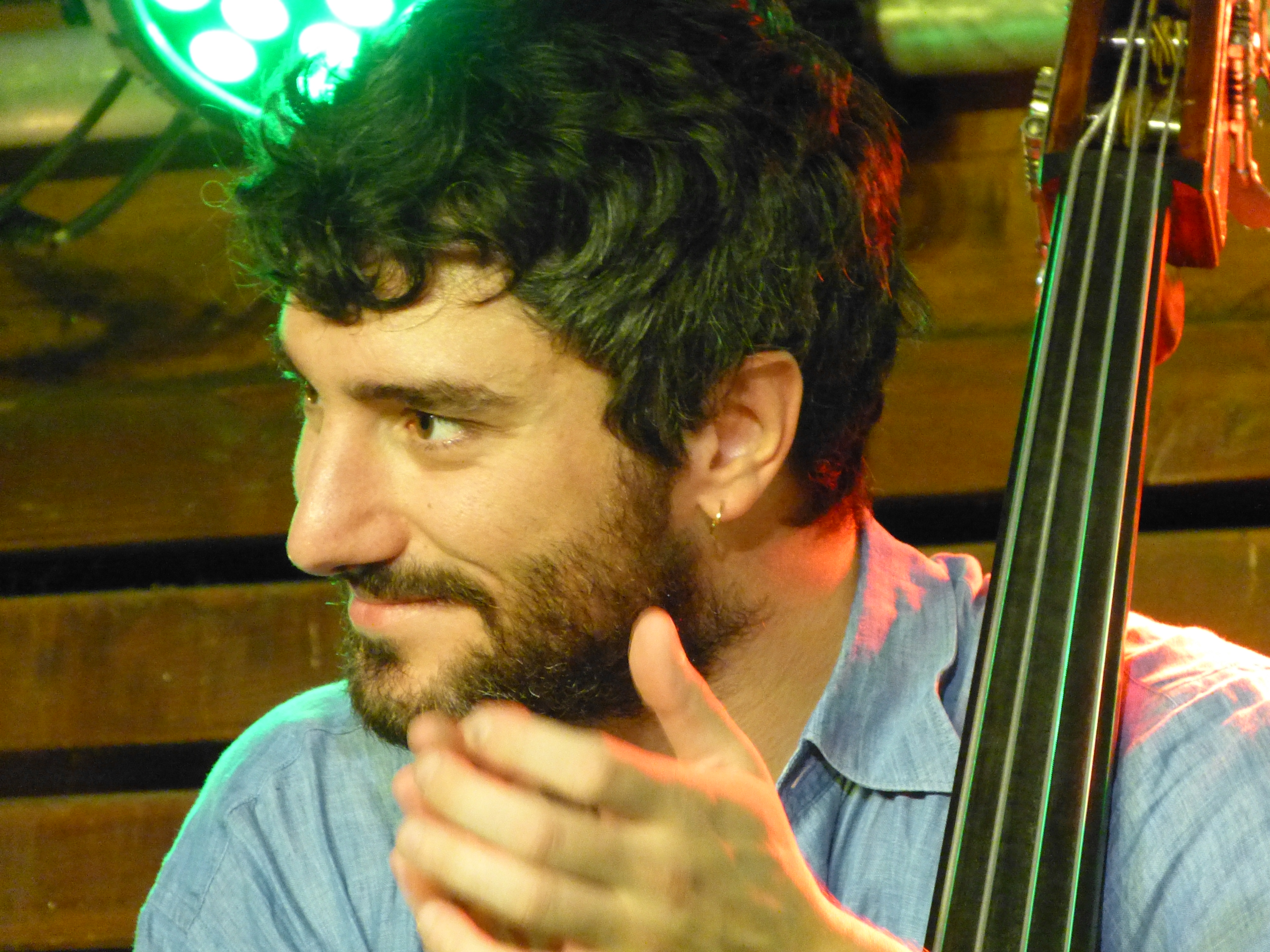
Alessandro Fongaro (2025 in Köln)

Alessandro Fongaro (* 27. August 1991 in Valdagno) ist ein italienischer Jazzmusiker (Kontrabass, Komposition).

## Leben und Wirken
Fongaro studierte am Rotterdams Conservatorium und leitete zwischen 2014 und 2017 das Alessandro Fongaro 5et. Nachdem er seinen Bachelor-Abschluss bei Codarts mit Auszeichnung erhalten hatte, zog er vorübergehend nach Amsterdam, um den Master in Jazz-Kontrabass zu erwerben, was er 2016 abschloss. 
2015 legte Fongaro mit seinem Alessandro Fongaro 5et sein Debütalbum Neither More Nor Less (Mainland Records) vor, das er mit Donald Simoen (Saxophon), Federico Castelli (Gitarre), Thomas Maasz (Piano) und Attila Gyárfás (Schlagzeug) eingespielt hatte. Zudem arbeitete er mit der Formation CLOD!, einem elektrischen Instrumentalprojekt, das Jazz und Indie-Rock mischt. 2021 gründete er sein Quartett Pietre mit Nicolò Ricci, Jesse Schilderink und Sun-Mi Hong, dessen Album First Time (A)live im Herbst 2022 erschien; ein zweites selbstbetiteltes Album folgte, das er auf der Jazzahead 2024 vorstellte.
Des Weiteren spielte Fongaro mit Musikern und Bandprojekten wie mit Koeniverse 3 ft. Joris Roelofs, Kika Sprangers Large Ensemble bzw. Quintet, Robert Koemans Trio, Brain//Child, Allison Philips Trio, Rok Zalokar Trio, Tijn Wybengas Brainteaser Orchestra und Roest. Seit 2018 ist er Mitglied des Quintetts von Sun-Mi Hong und an dessen Alben Second Page: A Self-Strewn Portrait (2020), Third Page: Resonance (2022) und Fourth Page: Meaning of a Nest (2025) beteiligt. Des Weiteren spielte er mit Jasper Blom, Bo Van Der Werf, Harmen Fraanje, Tineke Postma, Ben van Gelder, Reinier Baas, Joost Patocka, Mete Erker, Mark Schilders, Craig Taborn, Okkyung Lee und Felix Hauptmann. 
Seit 2017 ist Fongaro Gastdozent bei Codarts (Konservatorium Rotterdam), wo er Improvisation unterrichtet und Ensembles coacht.

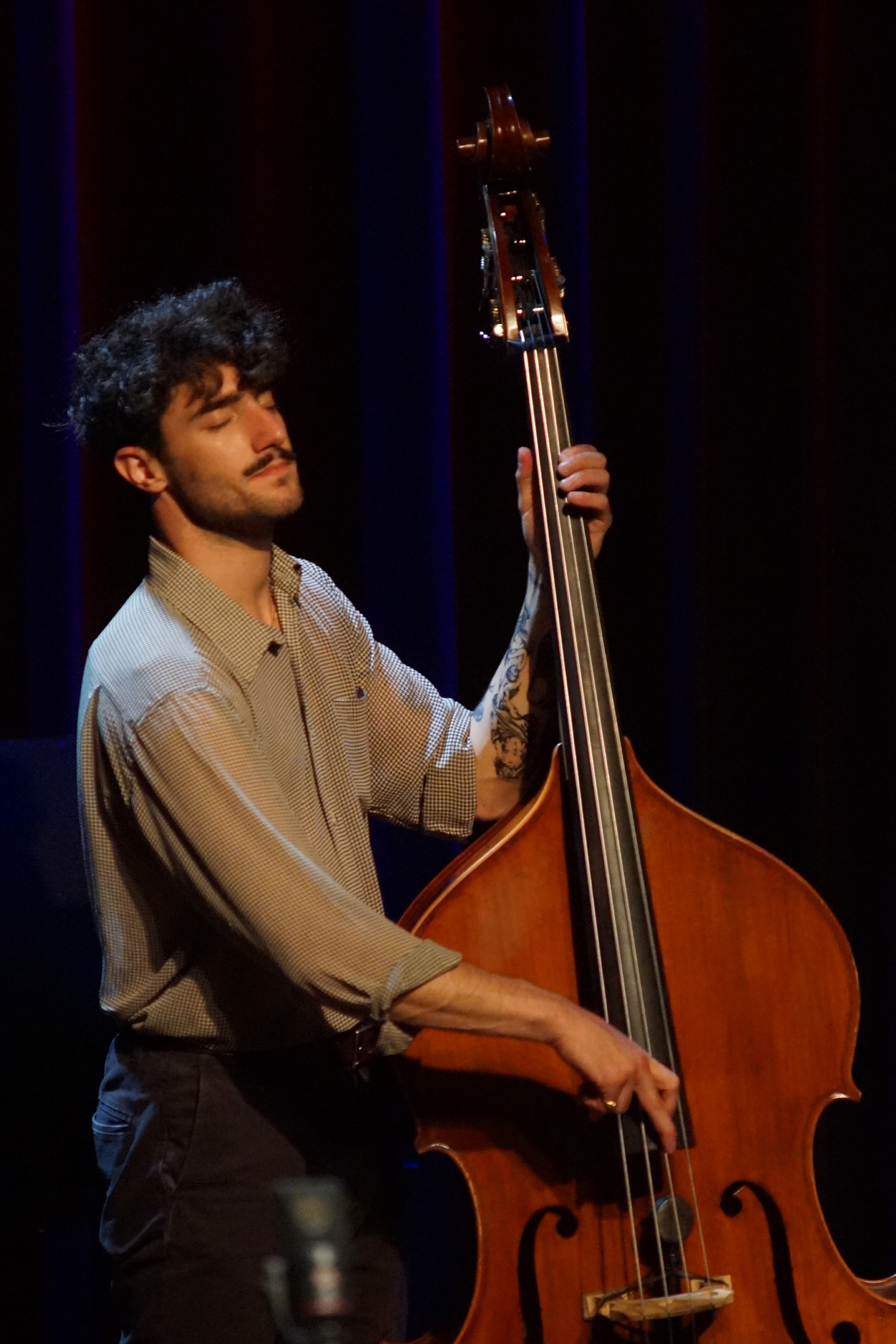
Alessandro Fongaro (mit dem Sun-Mi Hong Quintet im Bimhuis 2020)

## Auszeichnungen
- Erasmus Jazz Prijs 2014
- The Records (Keep an Eye Foundation) 2014 mit dem Alessandro Fongaro 5et,
- The Records (Keep an Eye Foundation) 2015 mit Koeniverse 3
- Dutch Jazz Competition 2018, mit dem Sun Mi Hong Quintet